# Canal de São Gonçalo
Canal de São Gonçalo (portugisiska: Rio São Gonçalo) är ett vattendrag i Brasilien.   Det ligger i delstaten Rio Grande do Sul, i den södra delen av landet, 1 900 km söder om huvudstaden Brasília.
Trakten runt Canal de São Gonçalo består till största delen av jordbruksmark. Runt Canal de São Gonçalo är det glesbefolkat, med 9 invånare per kvadratkilometer.